# Alfredo Cotait Neto
Alfredo Cotait Neto GORB (São Paulo, 10 de janeiro de 1947) é um engenheiro civil e político brasileiro, atual presidente em exercício do Partido Social Democrático (PSD). É diretor de Relações Internacionais da Fundação Espaço Democrático.

## Biografia
Foi Secretário de Relações Internacionais da Cidade de São Paulo na gestão de Gilberto Kassab. É Engenheiro civil formado pela Universidade Mackenzie, com mestrado em Economia e Administração de Empresas pela Fundação Getúlio Vargas (FGV).
Na iniciativa privada, liderou diferentes empreendimentos nas áreas da construção civil, mercado de capitais, financeira, hoteleira e hospitalar. É presidente da Câmara de Comércio Brasil-Líbano e vice-presidente da Associação Comercial de São Paulo. Em 2006 foi condecorado pelo Itamaraty com o grau de Comendador da Ordem de Rio Branco, por serviços prestados ao Comércio Exterior brasileiro.
Como primeiro suplente de Romeu Tuma (PTB-SP), falecido em 26 de outubro de 2010, assumiu como Senador da República por São Paulo em 3 de novembro de 2010, permanecendo no cargo até 2011.
Novamente é primeiro-suplente pelo senado por São Paulo, desta vez através de Mara Gabrilli do PSD, eleita em 2018 pelo PSDB.

### Principais cargos
- Secretário do Planejamento do Município de São Paulo (1998-99).
- Presidente da Comissão Normativa de Legislação Urbanistica - CNLU (1998-99).
- Presidente da Comissão Municipal de Emprego de São Paulo (1998-99).
- Secretário Adjunto do Planejamento do Município de S.Paulo (1998).
- Senador de São Paulo (03/11/2010-31/01/2011)